# Colonne ofitiche

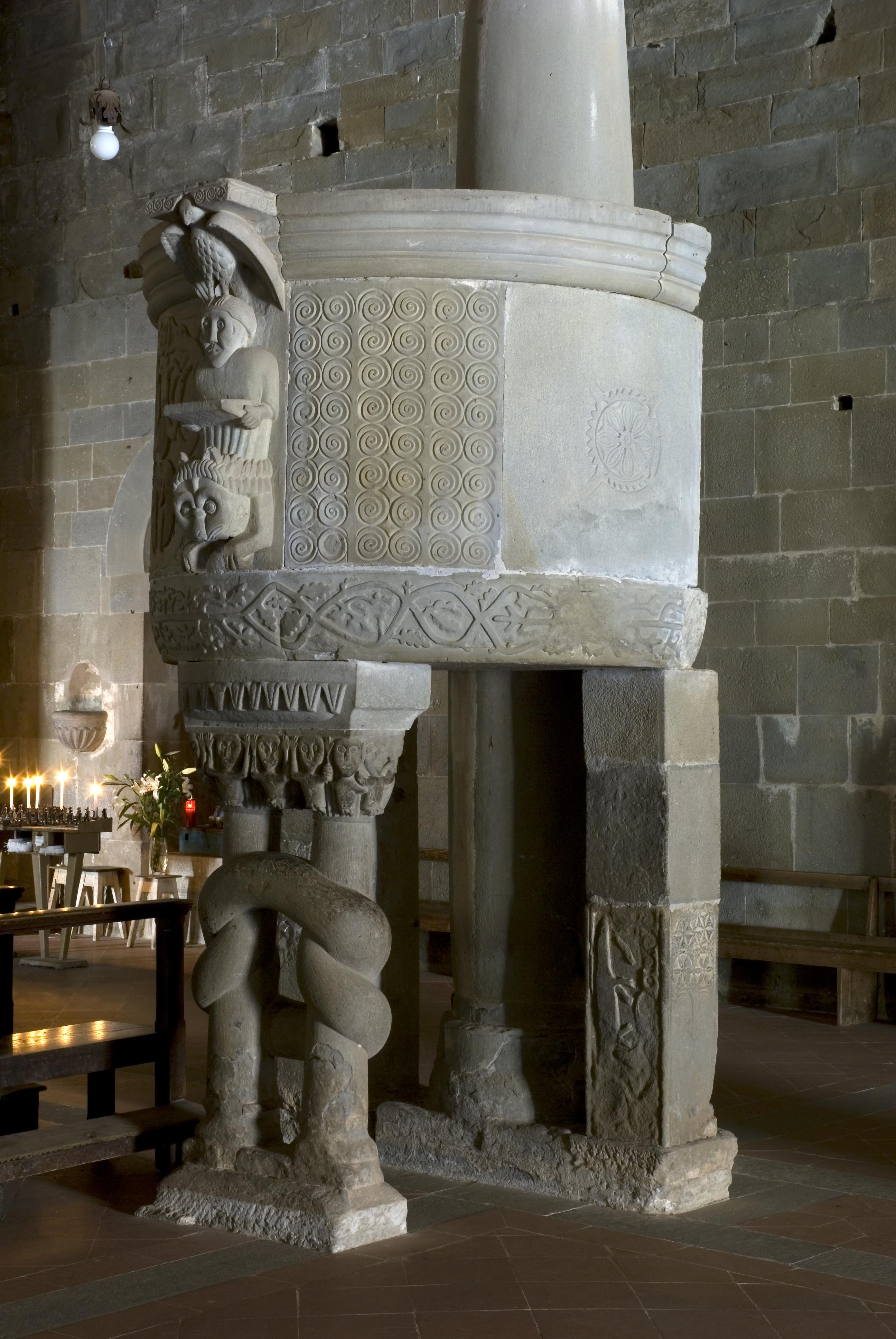
pulpito della pieve di San Pietro di Gropina

Le colonne ofitiche (dal greco antico: ὄφις, traslitterato òphis, in italiano serpente) sono un elemento architettonico, costituito da una coppia  di colonnine (o più raramente due coppie) unite insieme da un "nodo piano", particolarmente utilizzato durante il periodo romanico quando si diffuse in un'ampia area geografica tra l'Italia settentrionale, la Baviera e la Borgogna e fu particolarmente legato all'opera dei maestri comacini ed all'ordine cistercense.
Il legame è simbolo della doppia natura umana e divina di Cristo, nonché del Padre e del Figlio uniti dallo Spirito Santo.
Uno dei più antichi esempi può essere considerato il pulpito della pieve di San Pietro di Gropina, forse di epoca longobarda, uno dei cui sostegni è costituito da una coppia di colonne annodate. Non mancano esempi in cui sono annodate quattro colonne insieme, come nel duomo di Trento. Anche un altare all'interno della Basilica di San Zeno a Verona possiede colonne ofitiche.
Secondo alcuni studiosi, tuttavia, l'origine della colonna sarebbe bizantina, come dimostrerebbe una colonna rinvenuta ed esposta al museo provinciale di Torcello (Venezia)